# Schindlers Liste (Soundtrack)
Dieser Artikel behandelt den überwiegend von John Williams komponierten Soundtrack zu dem US-amerikanischen Spielfilm und Holocaust-Drama Schindlers Liste von 1993. Für die Filmmusik gab es mehrere Auszeichnungen, darunter ein Oscar. Ein Großteil des Soundtracks erschien in zwei Soundtrack-Veröffentlichungen 1993 und 2018.

## Soundtrack-Veröffentlichungen
Die Filmmusik, die auf den Soundtrack-Veröffentlichungen enthalten ist, wurde, mit Ausnahme des Stücks Oyf'n Pripetshik, von John Williams komponiert. Die darin enthaltenen Stücke wurden vom Boston Symphony Orchestra aufgenommen. Manche der Stücke enthalten Violinensoli, die von Itzhak Perlman gespielt wurden. Komponist des Titels Oyf'n Pripetshik ist Mark Warschawskyj. In dem Stück Nacht Aktion ist ein Solo mit einer Klarinette enthalten, Interpret ist Giora Feidman.

### Original Motion Picture Soundtrack
1. Theme From Schindler’s List[3] 4:16
2. Jewish Town (Krakow Ghetto – Winter ’41)[3] (4:40)
3. Immolation (With Our Lives, We Give Life) (4:44)
4. Remembrances (4:20)
5. Schindler’s Workforce (9:08)
6. OYF’N Pripetshik[4] und Nacht Aktion[5] (2:56)
7. I Could Have Done More[3] (5:52)
8. Auschwitz-Birkenau[3] (3:41)
9. Stolen Memories (4:20)
10. Making The List (5:11)
11. Give Me Your Names (4:55)
12. Yeroushalaim Chel Zahav (2:17)
13. Remembrances (with Itzhak Perlman)[3] (5:16)
14. Theme From Schindler’s List (Reprise) (3:00)

### 25th Anniversary Edition Soundtrack
Diese Doppel-CD-Veröffentlichung erschien 2018 anlässlich der Wiederaufführung des Films zu dessen 25. Jubiläum und ist auf 4.000 Exemplare limitiert. Sie besteht aus einer CD mit den 14 Stücken aus der ersten Veröffentlichung von 1993 sowie einer zweiten CD mit sechs weiteren, bis dahin außerhalb des Films unveröffentlichten Stücken:
1. Schindler's Workforce (Film Version) (12:09)
2. Reflections (2:42)
3. Theme For Recorder (2:15)
4. Remembrances (Alternate) (4:31)
5. The Perlman Family (1:15)
6. I Could Have Done More (Film Version)[3] (5:56)

## Weitere Musik
Die folgenden Musikstücke sind im Film zu hören, ohne dass sie auf den oben genannten Soundtrack-Veröffentlichungen zum Film enthalten sind:
| Titel                                     | Komponist                | Autor                                             | Interpret                                     |
| ----------------------------------------- | ------------------------ | ------------------------------------------------- | --------------------------------------------- |
| Mamatschi                                 | Oskar Schima             | Oskar Schima, Franz Xaver Kappus                  | Mimi Thoma                                    |
| Gute Nacht, Mutter                        | Werner Bochmann          | Erwin Lehnow                                      | Wilhelm Strienz, FFB Orchestra                |
| God Bless The Child                       |                          | Billie Holiday, Arthur Herzog Jr.                 | Billie Holiday                                |
| Szomorú Vasárnap                          | Rezső Seress             | László Jávor (Ungarisch), Sam M. Lewis (Englisch) |                                               |
| Mein Vater war ein Wandersmann            | Friedrich Wilhelm Möller | Florenz Friedrich Sigismund                       | Friedrich Wilhelm Möller                      |
| Die Holzauktion                           | Franz Meißner            | Otto Teich                                        | Rudi Scherfling, Egon Kaiser Orchestra        |
| La Capricieuse Opus 17                    | Edward Elgar             |                                                   | Itzhak Perlman (Violine), Sam Sanders (Piano) |
| Meine Lippen, sie küssen so heiss         | Franz Lehár              |                                                   |                                               |
| To ostatnia niedziela                     | Jerzy Petersburski       | Jacek Wójcicki                                    |                                               |
| Englische Suite Nr. 2 in a-Moll           | Johann Sebastian Bach    |                                                   |                                               |
| Auf der Heide blüht ein kleines Blümelein | Herms Niel               |                                                   | Herms Niel                                    |
| Por una cabeza                            | Carlos Gardel            | Alfredo Le Pera                                   |                                               |
| Sus ojos se cerraron                      | Carlos Gardel            |                                                   |                                               |

## Rezeption

### Verkaufszahlen
Bis Juni 1994 wurden 154.000 Einheiten des Soundtracks verkauft.

### Kritik
Bei Allmusic erhielt die Musik zu dem Film eine Bewertung von vier von fünf möglichen Sternen. Der Kritiker Evan Cater meinte lobend, dass sie wie Williams’ Versuch wirke, ein „magnum opus“ zu erschaffen. Obwohl Williams’ Musik melodisch und thematisch eher einfacher wirke als einige seiner berühmten Film-Scores, sei sie so ambitioniert wie eine große symphonische Komposition. Dies gelte vor allem für die Violinensoli von Itzhak Perlman, dessen „meisterhafte Leistungen“ Williams’ Kompositionen eine Authentizität und Bodenständigkeit verliehen, dass sie ein Gegengewicht zu Williams’ Vorliebe für Sentimentalität und Bombast darstellten. Williams, so Cater, tauche gegen Ende des Films in einen emotionalen Exzess ein und trage so zu der auch am Film kritisierten, zunehmenden Rührseligkeit in der letzten Dreiviertelstunde bei.

### Würdigungen
John Williams wurde für die Musik zu dem Film mehrfach ausgezeichnet. Er erhielt dafür einen Oscar, einen Grammy, einen BMI Film & TV Award und einen British Academy Film Award. Überdies war er für einen Golden Globe nominiert.
Im Vereinigten Königreich gab es 2020 eine Abstimmung, die von dem Radiosender Classic FM und der Zeitschrift Radio Times unter mehr als 21.000 Teilnehmern veranstaltet wurde, über die beliebteste Filmmusik, dabei belegte der Soundtrack von Schindlers Liste den ersten Platz.

### Einsatz bei Sportwettbewerben
Etliche Eiskunstläufer bewegten sich bei internationalen Wettbewerben zu dem Film-Soundtrack. Aljona Savchenko und Robin Szolkowy etwa nutzten die Musik 2009 mehrfach bei Welt- und Europameisterschaften im Eiskunstlauf. Katarina Witt war 1994 eine der ersten, die zu der Musik lief. Witt und 2018 auch Nicole Schott wurden für diese Musikwahl teilweise von Zuschauern wegen Geschmacklosigkeit kritisiert.
Bei den Olympischen Sommerspielen 1996 in Atlanta wollte die französische Synchronschwimmen-Mannschaft eine Darbietung zu dem Soundtrack vorführen, um damit ein Zeichen gegen Rassismus und Verfolgung zu setzen. Der französische Sportminister verbot allerdings, die Musik für den Auftritt zu benutzen.